# یواس‌سی‌جی‌سی دالاس (دبلیواچ‌ئی‌سی-۷۱۶)
یواس‌سی‌جی‌سی دالاس (دبلیواچ‌ئی‌سی-۷۱۶) (به انگلیسی: USCGC Dallas (WHEC-716)) یک کشتی است که طول آن ۳۷۸ فوت (۱۱۵ متر) می‌باشد. این کشتی در سال ۱۹۶۸ ساخته شد.